# Københavnerfortolkningen
 Denne artikel bør gennemlæses af en person med fagkendskab for at sikre den faglige korrekthed.

Københavnerfortolkningen er en filosofisk fortolkning af kvantemekanikken tilskrevet Niels Bohr og Werner Heisenberg. Den er en af de ældste fortolkninger af kvantemekanik, da dele stammer fra årene 1925-1927. Fortolkningen er stadig en af de mest udbredte fortolkninger.
Ifølge Københavnerfortolkningen har objekter ikke definerede fysiske egenskaber, inden de bliver målt, og kvantemekanikken kan blot beregne sandsynligheden for at måle en given værdi. Når systemet måles, bliver det selv påvirket, så det umiddelbart efter målingen kun har den målte værdi. Dette kaldes for bølgefunktionens kollaps.
Københavnerfortolkningen igennem årenen er bl.a. blevet kritiseret for dens diskontinuere og stokastiske syn på observationer og målinger og for den tilsyneladende subjektivitet ved at kræve en observatør.